# Окулярник золотистий
Окулярник золотистий (Zosterops nigrorum) — вид горобцеподібних птахів родини окулярникових (Zosteropidae). Ендемік Філіппін

## Підвиди
Виділяють вісім підвидів:
- Z. n. richmondi McGregor, 1904 — острови Кагаянкільйо[en];
- Z. n. meyleri McGregor, 1907 — острів Каміґуїн-Норте;
- Z. n. aureiloris Ogilvie-Grant, 1895 — північний захід Лусону;
- Z. n. innominatus Finsch, 1901 — північний схід і центр Лусону;
- Z. n. luzonicus Ogilvie-Grant, 1895 — південь Лусону і Катандуанес;
- Z. n. catarmanensis Rand & Rabor, 1969 — острів Каміґуїн-Сур;
- Z. n. nigrorum Tweeddale, 1878 — захід центральних Філіппін;
- Z. n. mindorensis Parkes, 1971 — острів Міндоро.

## Поширення і екологія
Золотисті окулярники живуть в рівнинних тропічних лісах.